# Гам-Спрінгс (Арканзас)
Гам-Спрінгс (англ. Gum Springs) — місто (англ. town) в США, в окрузі Кларк штату Арканзас. Населення — 91 особа (2020).

## Географія
Гам-Спрінгс розташований за координатами 34°3′51″ пн. ш. 93°5′44″ зх. д. / 34.06417° пн. ш. 93.09556° зх. д. (34.064095, -93.095560).  За даними Бюро перепису населення США в 2010 році місто мало площу 1,04 км², уся площа — суходіл.

## Демографія
Згідно з переписом 2010 року, у місті мешкало 120 осіб у 55 домогосподарствах у складі 37 родин. Густота населення становила 115 осіб/км².  Було 74 помешкання (71/км²). 
Расовий склад населення:
| - 53,3 % — чорних або афроамериканців - 40,8 % — білих - 5,0 % — осіб інших рас |

До двох чи більше рас належало 0,8 %. Іспаномовні складали 5,0 % від усіх жителів.
За віковим діапазоном населення розподілялося таким чином: 19,2 % — особи молодші 18 років, 62,5 % — особи у віці 18—64 років, 18,3 % — особи у віці 65 років та старші. Медіана віку мешканця становила 44,5 року. На 100 осіб жіночої статі у місті припадало 76,5 чоловіків;  на 100 жінок у віці від 18 років та старших — 86,5 чоловіків також старших 18 років.
За межею бідності перебувало 26,2 % осіб, у тому числі 57,1 % дітей у віці до 18 років та 6,3 % осіб у віці 65 років та старших.
Цивільне працевлаштоване населення становило 56 осіб. Основні галузі зайнятості: роздрібна торгівля — 28,6 %, освіта, охорона здоров'я та соціальна допомога — 17,9 %, науковці, спеціалісти, менеджери — 12,5 %, мистецтво, розваги та відпочинок — 10,7 %.